# Pterolophia multicarinipennis
Pterolophia multicarinipennis là một loài bọ cánh cứng trong họ Cerambycidae.